# Dominique Fornier de Valaurie
Pour les articles homonymes, voir Fornier.
Dominique Fornier de Valaurie, né le 30 août 1763 à Nîmes (Gard), mort le 15 novembre 1811 à Nîmes (Gard), est un général français de la Révolution et de l’Empire.

## Biographie
Fls de Barthélémy Auguste Fornier (1735-1788), baron de Lédenon, négociant, membre de l'Académie de Nîmes, et de Suzanne André (1738-1812), frère du général Gaspard Fornier d'Albe et de François Honoré Barthélémy Auguste Fornier de Clausonne (1760-1826), baron de Lédenon, magistrat, président de la cour royale de Nîmes, et de Jeanne Pauline Verdier-Allut (1774-1852), elle-même fille de Suzanne Verdier et nièce maternelle d'Antoine Allut, Dominique Casimir Fornier de Valaurie entre en service en 1778, comme sous-lieutenant au régiment de Bourbon-dragons à Besançon, il est nommé capitaine en juin 1784. 
Affecté à l’armée du Nord sous Dumouriez, il est nommé colonel en 1792, au 3e régiment de chasseurs à cheval. Il affronte les Autrichien de Cobourg, avant de participer à la bataille de Jemappes le 6 novembre 1792, et à celle de Neerwinden le 18 mars 1793.
Il est promu général de brigade en avril 1793 et fin juillet 1793, il est destitué par le représentant en mission Lequinio comme noble, et pour avoir quitté le champ de bataille près de Valenciennes, le 1er mai 1793, lors de la trahison de Dumouriez. Innocenté, il refuse sa réintégration dans l’armée.
Il est maire de Nîmes du 8 mars 1800 à sa mort le 16 novembre 1811.

## Pour approfondir